# Liste der Kulturdenkmäler in Rüssingen
In der Liste der Kulturdenkmäler in Rüssingen sind alle Kulturdenkmäler der rheinland-pfälzischen Ortsgemeinde Rüssingen aufgeführt. Grundlage ist die Denkmalliste des Landes Rheinland-Pfalz (Stand: 27. November 2018).

## Denkmalzonen
| Bezeichnung             | Lage                                                           | Baujahr                 | Beschreibung | Bild            |
| ----------------------- | -------------------------------------------------------------- | ----------------------- | --- | --------------- |
| Denkmalzone Hauptstraße | Hauptstraße 18, 20, 21, 22, 24, 27, 28, 30, 32, 34/35, 37 Lage | 18. und 19. Jahrhundert | zehn charakteristische Hofanlagen des 18. und 19. Jahrhunderts, überwiegend Vierseithöfe mit Toranlagen oder Torfahrten, außergewöhnlich vielen originalen Details und rückwärtigem Scheunenkranz, sowie ehemalige Schule | Fotos hochladen |

## Einzeldenkmäler
| Bezeichnung            | Lage                                               | Baujahr                           | Beschreibung | Bild                           |
| ---------------------- | -------------------------------------------------- | --------------------------------- | --- | ------------------------------ |
| Hofanlage              | Hauptstraße 15 Lage                                | frühes 19. Jahrhundert            | Hofanlage, frühes 19. Jahrhundert; Wohnhaus, teilweise eingeschossig, bezeichnet 1822, im Kern eventuell älter, Toranlage, Scheune, teilweise Fachwerk, Krüppelwalmdachstall bezeichnet 1730, Schweinestall mit Fachwerkspeichergeschoss | Fotos hochladen                |
| Protestantische Kirche | Hauptstraße 23 Lage                                | Ende des 11. Jahrhunderts         | Saalbau, im Wesentlichen spätromanisch, Ende des 11. Jahrhunderts, Turmhelm barock, Glockenraum bezeichnet 1757 | weitere Bilder Fotos hochladen |
| Grabmäler              | Hauptstraße, bei Nr. 23 Lage                       | ab der Mitte des 18. Jahrhunderts | auf dem Friedhof fünf spätbarocke Grabmäler und ein klassizistischer Grabstein; Grabsteine Familie Jean Kleinhanß († 1904), Eheleute Michael Uhl († 1922)                                                                                | BW                             |
| Kriegerdenkmal         | Hauptstraße, vor Nr. 23 Lage                       | 1902                              | Kriegerdenkmal 1866 und 1870/71, 1902 von Carl Marschall | Fotos hochladen                |
| Weinbergshaus          | östlich des Ortes; Flur In der Wingertgewanne Lage | 18. oder frühes 19. Jahrhundert   | Rundbau mit Kragkuppel, wohl aus dem 18. oder frühes 19. Jahrhundert | Fotos hochladen                |